# Calanthe longibracteata
Calanthe longibracteata är en orkidéart som beskrevs av Henry Nicholas Ridley. Calanthe longibracteata ingår i släktet Calanthe och familjen orkidéer. Inga underarter finns listade i Catalogue of Life.